# Timothy Freyer
Timothy Edward Freyer (ur. 13 października 1963 w Los Angeles, Kalifornia) – amerykański duchowny katolicki, biskup pomocniczy Orange od 2017.

## Życiorys
Święcenia kapłańskie otrzymał w dniu 10 czerwca 1989 i został inkardynowany do diecezji Orange w Kalifornii. Przez wiele lat pracował jako duszpasterz parafialny. W 2012 mianowany wikariuszem biskupim ds. duchowieństwa.
23 listopada 2016 papież Franciszek biskupem pomocniczym diecezji Orange w Kalifornii ze stolicą tytularną Strathernia. Sakry udzielił mu 17 stycznia 2017 biskup Kevin Vann.